# Jazbine, Šentjur
Jazbine so naselje v Občini Šentjur.